# Jericho Sims
Pour les articles homonymes, voir Sims.
Jericho Eduard Sims, né le 20 octobre 1998 à Minneapolis dans le Minnesota, est un joueur américain de basket-ball évoluant au poste de pivot et mesurant 2,06 m.

## Biographie

### Carrière universitaire
Ayant terminé son cursus universitaire sous le maillot des Longhorns du Texas, il est automatiquement éligible à la draft NBA 2021.

### Carrière professionnelle

#### Knicks de New York (2021-février 2025)
Jericho Sims est drafté en 58e position par les Knicks de New York.
En août 2021, il signe un contrat two-way en faveur des Knicks de New York.
En juillet 2022, il re-signe pour trois saisons aux Knicks de New York.

#### Bucks de Milwaukee (depuis février 2025)
En février 2025, il est échangé aux Bucks de Milwaukee contre Delon Wright.

## Statistiques

### Universitaires
Les statistiques de Jericho Sims en matchs universitaires sont les suivantes :
| Saison    | Équipe   | Matchs | Titul. | Min./m | % Tir | % 3pts | % LF | Rbds/m. | Pass/m. | Int/m. | Ctr/m. | Pts/m. |
| --------- | -------- | ------ | ------ | ------ | ----- | ------ | ---- | ------- | ------- | ------ | ------ | ------ |
| 2017-2018 | Texas    | 34     | 11     | 18,5   | 60,7  | 0,0    | 42,6 | 3,90    | 0,20    | 0,30   | 0,50   | 5,00   |
| 2018-2019 | Texas    | 35     | 16     | 14,9   | 56,9  | 0,0    | 60,0 | 3,60    | 0,20    | 0,20   | 0,50   | 4,20   |
| 2019-2020 | Texas    | 24     | 24     | 27,3   | 65,8  | 0,0    | 59,2 | 8,20    | 0,80    | 0,40   | 1,20   | 9,70   |
| 2020-2021 | Texas    | 26     | 26     | 24,5   | 69,6  | 0,0    | 52,0 | 7,20    | 0,70    | 0,70   | 1,10   | 9,20   |
| Carrière  | Carrière | 119    | 77     | 20,5   | 63,9  | 0,0    | 52,4 | 5,40    | 0,40    | 0,40   | 0,80   | 6,60   |

### Professionnelles

#### Saison régulière
| Saison    | Équipe   | Matchs | Titul. | Min./m | % Tir | % 3pts | % LF | Rbds/m. | Pass/m. | Int/m. | Ctr/m. | Pts/m. |
| --------- | -------- | ------ | ------ | ------ | ----- | ------ | ---- | ------- | ------- | ------ | ------ | ------ |
| 2021-2022 | New York | 41     | 5      | 13,5   | 72,2  | 0,0    | 41,4 | 4,10    | 0,50    | 0,30   | 0,50   | 2,20   |
| Carrière  | Carrière | 41     | 5      | 13,5   | 72,2  | 0,0    | 41,4 | 4,10    | 0,50    | 0,30   | 0,50   | 2,20   |